# دیوید سسرانی
دیوید سِسِرانی (۱۳ نوامبر ۱۹۵۶ – ۲۵ اکتبر ۲۰۱۵) OBE تاریخ‌نگار اهل بریتانیا بود که در زمینه تاریخ یهود، به ویژه هولوکاست تخصص داشت. وی همچنین چندین زندگینامه نوشت، از جمله آرتور کستلر: ذهن بی خانمان (۱۹۹۸).

## زندگی‌نامه
سسرانی در لندن به دنیا آمد. او که تنها فرزند خانواده بود، موفق به دریافت بورس تحصیلی در مدرسه عالی لتیمر در غرب لندن شد و در سال ۱۹۷۶ به کالج کوئینز، کمبریج رفت و در آنجا شاگرد اول کلاس تاریخ شد. او مدرک کارشناسی ارشد خود در تاریخ یهود را در دانشگاه کلمبیا، نیویورک، و با همکاری با دانشمند یهودیت آرتور هرتزبرگ، دریافت کرد. دکترای وی در کالج سنت‌آنتونی، آکسفورد، به بررسی جنبه‌هایی از تاریخ جامعه یهودی-انگلیسی در دوره میان‌دوجنگ می‌پرداخت.
پیش از آغاز تحصیلات در کمبریج، سسرانی یک سال را در اسرائیل گذراند که شامل کار در یک کیبوتص بود. برخورد وی با صهیونیسم همراه با شک و تردیدهایی در این دوره از زندگی وی بود که در آن وی به عدم احترام گذاشتن به اعراب محلی از سوی یهودیان کیبوتص‌نشین معرض شد. او به خاطر می‌آورد که کیبوتص‌نشین‌ها دربارهٔ تاریخ منطقه‌ای که در آن زندگی می‌کردند، در نزدیکی قاقون، با شفافیت برخورد نمی‌کردند. به نوشته او «همواره به ما گفته می‌شد که تلی از ویرانه که بر بالای تپه‌ای در آن نزدیکی بود دژی مربوط به دوران جنگ‌های صلیبی بوده‌است. تنها مدت زمانی بعدتر متوجه شدم که آن تل، دهکده‌ای عرب بوده که در جریان جنگ شش روزه نابود شده‌است.»
سسرانی سمت‌هایی در دانشگاه لیدز، دانشگاه کوئین مری لندن و در کتابخانه وینر در لندن داشت، که در آخری در دهه ۱۹۹۰ برای دو دوره مدیر بود. وی از سال ۲۰۰۰ تا ۲۰۰۴ استاد تاریخ مدرن یهود در دانشگاه ساوت‌همپتون و از سال ۲۰۰۴ تا هنگام مرگ استاد پژوهش‌های تاریخ در رویال هالووی، دانشگاه لندن بود. در آنجا، او به ایجاد و ریاست مرکز پژوهش‌های هولوکاست کمک کرد.